# گریس مین
 گریس مین (انگلیسی: Grace Min؛ زاده ۶ مهٔ ۱۹۹۴) یک تنیس‌باز اهل ایالات متحده آمریکا است.